# Camarón (film)
Pour les articles homonymes, voir Camaron.
Pour plus de détails, voir Fiche technique et Distribution.
Camarón est un film espagnol réalisé par Jaime Chávarri, sorti en 2005.

## Synopsis
Ce film raconte la vie du chanteur de flamenco giran Camarón de la Isla.

## Fiche technique
- Titre : Camarón
- Réalisation : Jaime Chávarri
- Scénario : Álvaro del Amo et Jaime Chávarri
- Musique : Carles Cases
- Photographie : Gonzalo F. Berridi
- Montage : Pablo Blanco
- Production : Juan Riva de Aldama et Miguel Menéndez de Zubillaga
- Société de production : Filmanova, Monoria Films et Televisión Española
- Pays :  Espagne
- Genre : Biopic, drame et film musical
- Durée : 119 minutes
- Dates de sortie : 
  -  Espagne : 4 novembre 2005

## Distribution
- Óscar Jaenada : Camarón de la Isla
- Verónica Sánchez : La Chispa
- Mercè Llorens : Isabel
- Jacobo Dicenta : Luquitas
- Raúl Rocamora : Paco de Lucía
- Martín Bello : Manuel
- Alfonso Begara : Tomatito
- Rosa Estévez : Juana
- Manolo Caro : Juan Luis
- Chiqui Maya : Paco Cepero
- Pedro Miguel Martínez
- Andoni Gracia : Niño de la Vega
- María Isasi : Mercedes

## Distinctions
Le film a été nommé cinq fois aux prix Goya et a remporté les prix du meilleur acteur pour Óscar Jaenada, des meilleurs costumes et des meilleurs maquillages.